# Josef Labor
Josef Labor (Hořowitz, 29 giugno 1842 – Vienna, 26 aprile 1924) è stato un pianista, organista e compositore boemo.

## Biografia
Josef Labor nacque a Hořowitz (oggi Hořovice, in Repubblica Ceca), da Joseph Labor, amministratore di un opificio metallurgico, e Josefa Wallner, proveniente da una famiglia borghese. Egli perse la vista nel 1845 a causa del vaiolo. Nel 1849 si trasferì a Vienna con la famiglia (composta anche dalla sorella maggiore Josefine); qui iniziò a frequentare il k. k. Blindenerziehungsinstitut (istituto imperial regio per l'istruzione dei ciechi). Poiché già a quest'epoca si manifestò il suo talento musicale egli, a partire dal 1857, proseguì la sua formazione presso il Conservatorio di Vienna, dove studiò pianoforte con Eduard Pirkhert e teoria musicale con Simon Sechter.
Nel 1863 Labor iniziò la sua carriera di interprete, viaggiando in diversi paesi d'Europa (Francia, Inghilterra, Russia, Scandinavia). Al 1865 risale il suo incontro con Giorgio V di Hannover, cieco a sua volta, che gli affidò un lavoro stabile come pianista da camera alla corte di Hannover, nonché la formazione musicale della figlia. Nel 1866, in seguito all'esilio di Giorgio V dovuto all'annessione dell'Hannover da parte del Regno di Prussia durante la guerra austro-prussiana, Labor tornò a Vienna al seguito del sovrano decaduto.
Nel 1874, a Gmunden, in Austria, Labor imparò a suonare l'organo da Johann Evangelist Habert. A partire dal 1879, quando tenne a Vienna il suo primo concerto d'organo, alla sua fama come interprete di Beethoven e di Mozart al pianoforte si aggiunse quella di grande organista. Negli anni successivi tenne concerti d'organo a Graz, Trieste, Lipsia, Budapest, Berlino, Amburgo. Nel 1904 ottenne il titolo di k.u.k. Hoforganist (imperial regio organista di corte).
Labor fu anche importante in quanto compositore. Dell'elenco delle sue opere fanno parte 80 composizioni, di cui quelle considerate più importanti sono da camera o per organo. Il loro stile è tardo-classico o primo-romantico, ma incorpora anche elementi più moderni espressi dai cromatismi e dalle alterazioni.
Egli insegnò per trent'anni presso l'Israelitisches Blindeninstitut (istituto israelita per i ciechi) di Vienna. Tra coloro i quali, in questo contesto istituzionale o al di fuori di esso, studiarono con Labor figurano Arnold Schönberg, Julius Bittner, Paul Wittgenstein. La ricca famiglia Wittgenstein ospitava regolarmente serate musicali di cui Labor era protagonista, e svolse nei suoi confronti un'importante attività di mecenatismo; per esempio fece pubblicare, nel 1912, la raccolta delle opere complete di Labor. Uno dei fratelli di Paul, il filosofo Ludwig Wittgenstein, ebbe a dire che Labor era uno dei sei soli musicisti veramente grandi di tutta la storia (insieme a Haydn, Mozart, Beethoven, Schubert e Brahms).

## Opere scelte
- Sonate für Violine und Klavier op. 5;
- Klavierquartett op. 6;
- Sonate für Violoncello und Klavier A-Dur op. 7;
- Thema und Variationen für Horn oder Violoncello und Klavier op. 10;
- Quintett für Klarinette, Violine, Viola, Violoncello und Pianoforte op. 11;
- Orgelsonate h-moll op. 15;
- Big Ben Capriccio für 2 Klaviere zu vier Händen;
- Quintett für Klavier, Violine, Viola, Violoncello und Kontrabass;
- Konzert für Violine und Orchester G-Dur.